# Anna Sydow
Anna Sydow, född 1525, död 1575, var mätress till Joakim II av Brandenburg. Hon beskrivs som arketypen till spöket Vita frun, som blev dynastin Hohenzollerns släktspöke.
Hon var dotter till Andreas Sydow och Gertraud Schneidewind. 
När Joakim II:s hustru år 1549 hade blivit invalidiserad efter ett fall, tog han Sydow som älskarinna och installerade henne på sitt jaktslott Grunewald som sin konkubin. Paret fick två barn, som erkändes öppet. 
Joakims son och efterträdare Johan Georg lovade sin far att beskydda henne efter faderns död. Efter Joakim II:s död blev dock Sydow år 1571 inspärrad på Zitadelle Spandau, där hon dog. 
Hennes lik försvann, och hon ansågs sedan dess spöka för släkten Hohenzollern.